# Paolo Virzì
Paolo Virzì (Livorno, 4 marzo 1964) è un regista e sceneggiatore italiano.

## Biografia

### Infanzia e formazione
Nato a Livorno da un carabiniere siciliano e da una casalinga livornese, dopo aver trascorso l'infanzia a Torino (abitando prima nel quartiere Santa Rita e poi a Mirafiori Nord, dove frequenta la scuola elementare), cresce nel quartiere popolare livornese delle Sorgenti, coltivando sin da piccolo la passione per la letteratura. Tra i suoi scrittori più amati vi sono Mark Twain e Charles Dickens, padri di quel romanzo di formazione che servirà da modello per le sue future sceneggiature.
Durante l'adolescenza recita, dirige e scrive testi teatrali in un paio di filodrammatiche livornesi. In seguito stringe un sodalizio artistico con l'ex compagno di liceo Francesco Bruni, che diventerà negli anni successivi il suo cosceneggiatore di fiducia. Frequenta per qualche tempo la facoltà di Lettere e Filosofia dell'Università di Pisa e gira alcuni lungometraggi e cortometraggi. Quindi lascia Livorno per Roma, "andando in città", come vent'anni dopo farà la giovane protagonista di Caterina va in città.
Nella capitale frequenta il corso di sceneggiatura del Centro sperimentale di cinematografia, dove si diploma nel 1987. Tra i suoi insegnanti ci sono Gianni Amelio e Furio Scarpelli. L'incontro con quest'ultimo sarà decisivo: Scarpelli diventa infatti il suo maestro e la sua guida. Con lui collabora alla sceneggiatura di Tempo di uccidere (1989) di Giuliano Montaldo, tratto dal romanzo di Ennio Flaiano. Tra la fine degli anni ottanta e i primi novanta, Virzì dà il proprio contributo alle sceneggiature di Turné (1990) di Gabriele Salvatores, Condominio (1991) di Felice Farina e Centro storico - Donne sottotetto (1992) di Roberto Giannarelli. Lavora con lo scrittore napoletano Raffaele La Capria ad un film per la televisione diretto da Alberto Negrin, adattamento di Una questione privata di Beppe Fenoglio.

### Debutto alla regia e primi successi

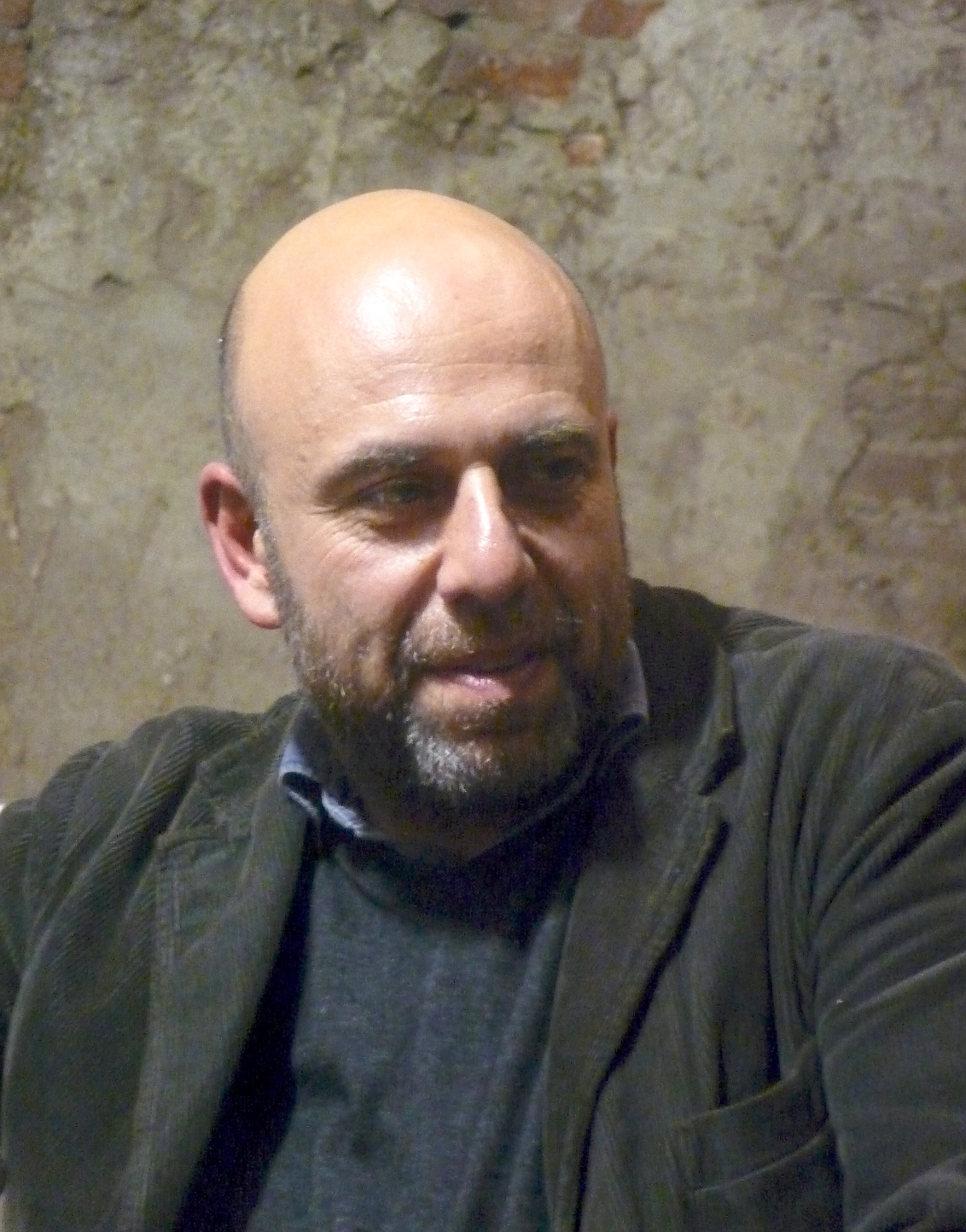
Paolo Virzì fotografato a Livorno, sua città natale

Virzì debutta alla regia nel 1994 con La bella vita. Originariamente intitolato Dimenticare Piombino, dal nome della città toscana dove la vicenda è ambientata, il film è interpretato da Sabrina Ferilli, Massimo Ghini e Claudio Bigagli. È la storia di un triangolo sentimentale di ambientazione popolare, sullo sfondo dell'irreversibile crisi d'identità della classe operaia. Presentato con successo nel 1994 alla 51ª Mostra internazionale d'arte cinematografica di Venezia, il film viene premiato con il Ciak d'oro, il Nastro d'argento e il David di Donatello nella categoria "migliore regista esordiente". Con questo debutto Virzì mette già in mostra il suo talento nel dirigere gli attori, ma soprattutto nel trattare temi seri con un tocco ironico, nel mescolare dramma ed ironia.
Nel successivo Ferie d'agosto (1996), interpretato da un cast di rilievo, come Silvio Orlando, Laura Morante, Ennio Fantastichini, Sabrina Ferilli, Piero Natoli, l'isola di Ventotene è il teatro del conflitto tra due famiglie italiane in vacanza. In questa commedia Virzì riflette sulla rivoluzione politica italiana dopo l'avvento del sistema maggioritario, la discesa in campo di Silvio Berlusconi e la conseguente trasformazione di un paese chiamato a schierarsi su due fronti politici contrapposti. Ferie d'agosto vince il David di Donatello come miglior film dell'anno.
Il seguente Ovosodo (1997), dal nome dell'imbarcazione (colori bianco e giallo) partecipante alle gare remiere dell'estate livornese e rappresentante il quartiere Centro di Livorno, è interpretato da Edoardo Gabbriellini, uno dei volti nuovi del cinema italiano scoperti dal regista. La storia, nonostante la forte connotazione a livello locale, ha uno straordinario successo e riesce a conquistare critica e pubblico: la giuria della 54ª Mostra internazionale d'arte cinematografica di Venezia, presieduta dalla neo-zelandese Jane Campion, consegna al regista il Leone d'argento - Gran premio della giuria.
Nel 1999 dirige Baci e abbracci, una miscela di favola, commedia sociale e racconto natalizio alla Dickens. Ma il riferimento più evidente è L'ispettore generale di Gogol', che aveva già ispirato Anni ruggenti di Luigi Zampa. È la storia corale di un gruppo di ex operai intenzionati ad aprire un allevamento di struzzi nella Val di Cecina, attraverso cui Virzì ritrae ancora una volta l'Italia di provincia sedotta dalla modernità. Nella parte del leader del gruppo Snaporaz compare il fratello Carlo Virzì, musicista di alcuni suoi film e regista de L'estate del mio primo bacio, scritto e sceneggiato da Paolo.

### Anni 2000
I dissesti finanziari di Vittorio Cecchi Gori, produttore e distributore dei primi film del regista, bloccano le riprese di My name is Tanino (2002). Girato tra Sicilia, Canada e Stati Uniti, il film ha una lavorazione difficile: la sceneggiatura, firmata dal regista, da Bruni e dallo scrittore Francesco Piccolo, viene più volte riscritta durante le riprese per far fronte alla mancanza di finanziamenti. Il protagonista è di nuovo un esordiente, il siciliano Corrado Fortuna, che interpreta un ragazzo in fuga dalla sua Sicilia per inseguire il sogno americano.
Il successivo Caterina va in città (2003) è dedicato alla Roma amata e odiata, con le sue scoperte entusiasmanti e le sue delusioni cocenti. La piccola e goffa Caterina è interpretata dall'esordiente assoluta Alice Teghil, nel ruolo della sprovveduta provinciale che osserva il mondo con candore e spaesamento. Nel film la piccola protagonista viene catapultata dalla tranquilla Montalto di Castro alla labirintica Roma per volontà del padre, l'esperto Sergio Castellitto nella parte di un frustrato intellettuale di provincia. Margherita Buy vince il David di Donatello e il Nastro d'argento 2004 come miglior attrice non protagonista, mentre Alice Teghil si aggiudica il premio "Guglielmo Biraghi".
N - Io e Napoleone (2006), adattamento del romanzo di Ernesto Ferrero N, è una tentata sintesi di commedia all'italiana, film storico e cinema in costume. Virzì riflette sul rapporto tra l'intellettuale e il potere, e arricchisce la trama ottocentesca con riferimenti all'attualità: il parallelismo tra la figura di Napoleone e quella di Berlusconi è delle volte esplicito. Il cast è internazionale: oltre al protagonista Elio Germano, da segnalare Monica Bellucci e Daniel Auteuil.
Con il corale Tutta la vita davanti (2008) Virzì realizza uno dei suoi film più amari. In questa commedia grottesca dai toni apocalittici sul mondo del lavoro, la vera protagonista della vicenda ambientata in un call center è la precarietà: lavorativa, sentimentale ed esistenziale. Nel cast compaiono Isabella Ragonese nella parte della protagonista decisa e combattiva, Sabrina Ferilli in un ruolo per lei insolito, e Micaela Ramazzotti. Il film ha ricevuto numerosi riconoscimenti, tra i quali: il Nastro d'argento e il Globo d'oro come miglior film, il Ciak d'oro come miglior film e miglior regia, oltre ai premi conferiti alle interpreti Sabrina Ferilli (Ciak d'oro, Nastro d'argento, Globo d'oro), Isabella Ragonese (premio Biraghi come rivelazione dell'anno) e Micaela Ramazzotti (premio Kinéo come miglior attrice non protagonista).
Nell'ottobre del 2008 il "Festival di Annecy, Cinema Italien" consegna a Virzì il premio Sergio Leone, riconoscimento all'intera sua opera. Nell'agosto dello stesso anno il regista torna con la sua troupe a Livorno per le riprese di L'uomo che aveva picchiato la testa, un film documentario sul cantautore Bobo Rondelli. Il film viene prodotto dalla Motorino Amaranto, casa di produzione fondata nel 2001 dallo stesso Virzì.
Sempre con la Motorino Amaranto gira nel 2009 a Livorno La prima cosa bella. Gli interpreti sono Micaela Ramazzotti, Valerio Mastandrea, Claudia Pandolfi, Stefania Sandrelli e Marco Messeri. Il film racconta le vicende della famiglia Michelucci dagli anni Settanta ai giorni nostri: protagonista è la bellissima Anna, madre esuberante che finisce per rovinare la vita ai propri figli, Bruno e Valeria. Bruno, dopo aver abbandonato Livorno per fuggire dalla madre, torna nella sua città natale per starle vicino negli ultimi giorni della sua vita.

### Anni 2010
La prima cosa bella esce nelle sale il 15 gennaio 2010. Il film ha ricevuto diciotto candidature al David di Donatello, ottenendo tre riconoscimenti: per la miglior sceneggiatura, firmata dallo stesso Virzì con Francesco Bruni e Francesco Piccolo, per la miglior attrice protagonista (Micaela Ramazzotti) e il miglior attore protagonista (Valerio Mastandrea). Nel luglio 2010 a Taormina riceve il Nastro d'argento, premio assegnato dalla stampa cinematografica, come regista del miglior film dell'anno. A La prima cosa bella vanno anche i nastri per la miglior attrice protagonista (Micaela Ramazzotti e Stefania Sandrelli per il ruolo di Anna), per la migliore sceneggiatura (Francesco Bruni, Francesco Piccolo e lo stesso Virzì) e per i migliori costumi (Gabriella Pescucci). Il film viene designato come film rappresentante il cinema italiano alla selezione del Premio Oscar 2011 al miglior film in lingua non inglese, non rientrando tuttavia nella cinquina finale.
Nel 2010 tiene un blog fotografico su Il Post. Lo stesso anno partecipa in veste di doppiatore al film della Disney Ralph Spaccatutto, dove presta la voce al personaggio di Aspro Bill.
Nell'ottobre 2012 esce in Italia il suo decimo lungometraggio per il cinema Tutti i santi giorni, liberamente ispirato al romanzo La generazione di Simone Lenzi (anche cantautore nei Virginiana Miller): Guido e Antonia, la coppia protagonista della storia, sono interpretati da Luca Marinelli e dalla cantautrice Thony. Nel 2013 è il direttore della 31ª edizione del Torino Film Festival, contrassegnata da una crescita del 30% degli spettatori.
A gennaio 2014 esce in Italia il suo undicesimo lungometraggio per il cinema, ossia Il capitale umano. Il film, che è un riadattamento di un romanzo statunitense dello scrittore Stephen Amidon, affronta il tema della crisi finanziaria, ma soprattutto di valori, che caratterizza l'Italia contemporanea. Il film riscuote un generale consenso sia di pubblico che di critica, ma dà luogo a polemiche da parte di politici della Lega, per la maniera in cui verrebbe descritta la Brianza, il luogo scelto come ambientazione del film.
A maggio, il lungometraggio riceve diciannove candidature ai David di Donatello 2014 e ottiene sette riconoscimenti, fra cui quello riservato al miglior film. La pellicola vince anche sei Nastri d'argento, quattro Ciak d'oro e il Globo d'oro della stampa estera come miglior film italiano dell'anno. Nel settembre 2014 Il capitale umano viene designato come film rappresentante il cinema italiano alla selezione del Premio Oscar 2015 al miglior film in lingua non inglese, non rientrando tuttavia nella cinquina finale.
Nel 2016 esce La pazza gioia, con Micaela Ramazzotti e Valeria Bruni Tedeschi come protagoniste; la pellicola, presentata in anteprima nella sezione Quinzaine des Réalisateurs del Festival di Cannes 2016, ha conseguito cinque Nastri d'argento e cinque David di Donatello tra cui quello per il miglior film e la miglior regia.
A luglio dello stesso anno Paolo Virzì inizia le riprese di Ella & John - The Leisure Seeker (The Leisure Seeker), interamente girato in America che vede come protagonisti Donald Sutherland e Helen Mirren; film liberamente ispirato all'omonimo romanzo di Michael Zadoorian; autori della sceneggiatura sono Francesca Archibugi, Francesco Piccolo, Stephen Amidon e lo stesso Virzì. Il film è stato presentato in concorso alla 74ª Mostra internazionale d'arte cinematografica di Venezia e successivamente a Toronto nella sezione Gala del TIFF 2017.
Nel 2019 collabora alla sceneggiatura del nuovo film di Checco Zalone Tolo Tolo.

### Anni 2020
Nel 2022 è alla regia di Siccità. Nel 2024 invece dirige Un altro Ferragosto, sequel del suo Ferie d'agosto, e fa una comparsata nell’ultimo episodio della seconda stagione di Tutto chiede salvezza.

## Vita privata

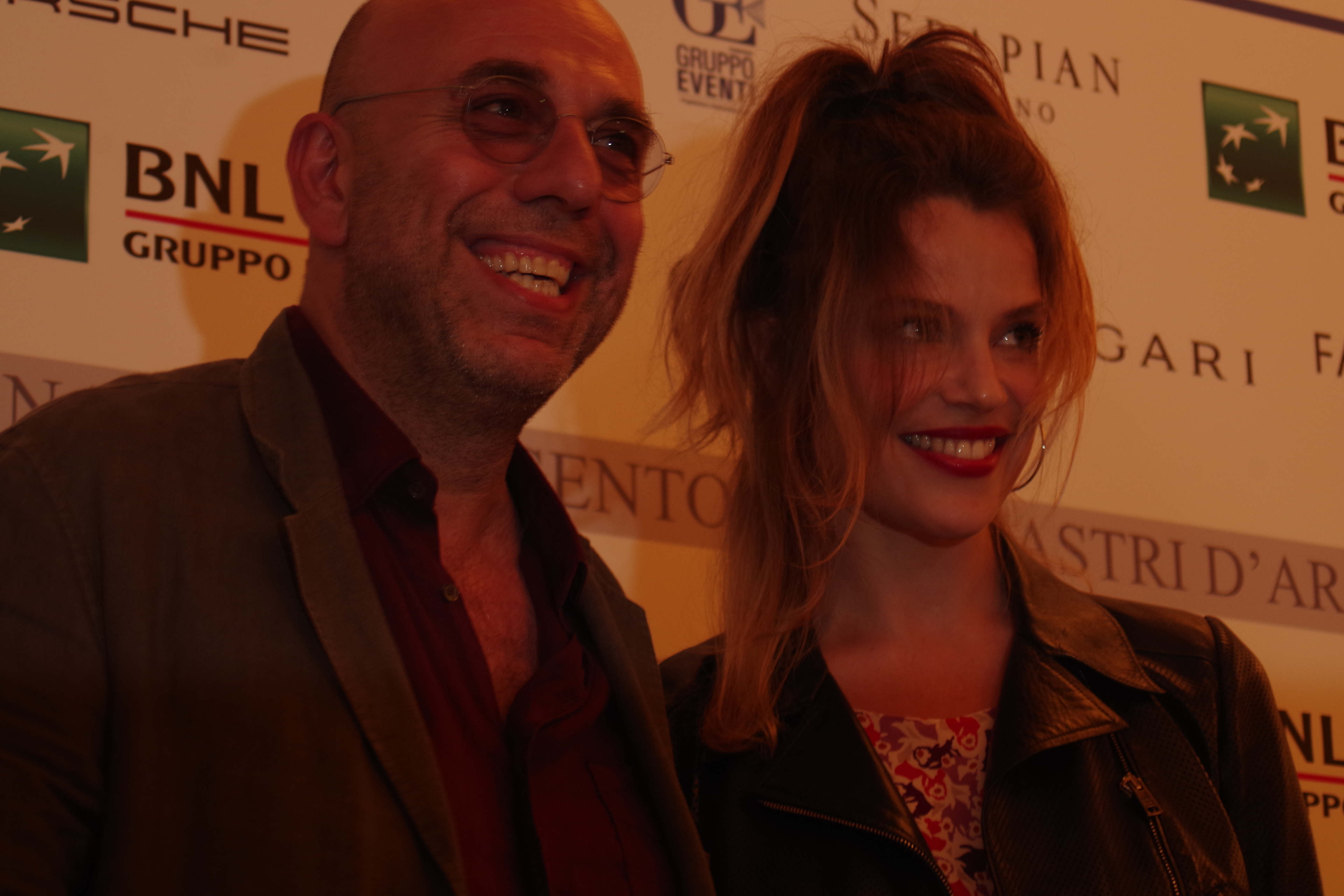
Virzì con l’ex moglie Micaela Ramazzotti

Nel 1989 nasce la sua primogenita, Ottavia, dalla relazione con l'attrice Paola Tiziana Cruciani.
Paolo Virzì si è sposato a Livorno il 17 gennaio 2009 con l'attrice Micaela Ramazzotti, conosciuta durante la lavorazione del film Tutta la vita davanti, dalla quale il 1º marzo 2010 ha avuto il proprio secondogenito, Jacopo, e il 15 aprile 2013 la propria terzogenita, Anna, il cui parto è stato ripreso nel film Il nome del figlio.
Nella primavera del 2023 il matrimonio con Micaela Ramazzotti termina. Nel giugno del 2024 entrambi presentano una querela dopo un duro scontro avvenuto in un ristorante romano davanti alla figlia Anna e al nuovo compagno della Ramazzotti, il personal trainer Claudio Pallitto.

## Filmografia

### Regista
- Paso Doble (1984)
- CSOA - Massimo rispetto (1994) - documentario
- La bella vita (1994)
- Ferie d'agosto (1996)
- Intolerance, episodio Roma Ovest 143 (1996)
- Ovosodo (1997)
- Baci e abbracci (1999)
- Provino d'ammissione (1999) - cortometraggio
- La strana coppia. Incontro con Age e Scarpelli (2001) - documentario
- My Name Is Tanino (2002)
- Caterina va in città (2003)
- Giovani talenti italiani, episodio Professionismo (2004)
- N - Io e Napoleone (2006)
- Tutta la vita davanti (2008)
- L'uomo che aveva picchiato la testa (2009) - documentario
- La prima cosa bella (2010)
- Tutti i santi giorni (2012)
- Il capitale umano (2013)
- La pazza gioia (2016)
- Ella & John - The Leisure Seeker (The Leisure Seeker) (2017)
- Notti magiche (2018)
- Siccità (2022)
- Un altro ferragosto (2024)
- Cinque secondi (2025)

### Sceneggiatore
- Tempo di uccidere, regia di Giuliano Montaldo (1989)
- Turné, regia di Gabriele Salvatores (1990) - soggetto
- Condominio, regia di Felice Farina (1991)
- Centro storico - Donne sottotetto, regia di Roberto Giannarelli (1992) - soggetto
- La bella vita, regia di Paolo Virzì (1994)
- Ferie d'agosto, regia di Paolo Virzì (1996)
- Cuba libre - Velocipedi ai tropici, regia di David Riondino (1996)
- Ovosodo, regia di Paolo Virzì (1997)
- Baci e abbracci, regia di Paolo Virzì (1999)
- My Name Is Tanino, regia di Paolo Virzì (2002)
- Nemmeno in un sogno, regia di Gianluca Greco (2002) - soggetto
- Caterina va in città, regia di Paolo Virzì (2003)
- 4-4-2 - Il gioco più bello del mondo, regia di Michele Carrillo, Claudio Cupellini, Roan Johnson e Francesco Lagi (2006) - soggetto
- L'estate del mio primo bacio, regia di Carlo Virzì (2006)
- N - Io e Napoleone, regia di Paolo Virzì (2006)
- Tutta la vita davanti, regia di Paolo Virzì (2008)
- La prima cosa bella, regia di Paolo Virzì (2010)
- Tutti i santi giorni, regia di Paolo Virzì (2012)
- Il capitale umano, regia di Paolo Virzì (2014)
- La pazza gioia, regia di Paolo Virzì (2016)
- Ella & John - The Leisure Seeker (The Leisure Seeker), regia di Paolo Virzì (2017)
- Notti magiche, regia di Paolo Virzì (2018)
- Vivere, regia di Francesca Archibugi (2019)
- Tolo Tolo, regia di Checco Zalone (2020)
- Siccità, regia di Paolo Virzì (2022)
- Un altro ferragosto, regia di Paolo Virzì (2024)
- Cinque secondi, regia di Paolo Virzì (2025)

### Doppiatore
- Ralph Spaccatutto (2012) – voce di Aspro Bill

### Attore
- Tutto chiede salvezza – serie TV, episodio 2x05 (2024) - cameo

## Riconoscimenti
Festival di Venezia
- 1997 - Leone d'argento - Gran premio della giuria per Ovosodo[18]

David di Donatello
- 1995 - Miglior regista esordiente per La bella vita
- 1996 - Miglior film per Ferie d'agosto
- 1996 - Candidatura al miglior regista per Ferie d'agosto
- 1996 - Candidatura al miglior sceneggiatura per Ferie d'agosto
- 1998 - Candidatura al miglior film per Ovosodo
- 1998 - Candidatura al miglior regista per Ovosodo
- 1998 - Candidatura alla miglior sceneggiatura per Ovosodo
- 2004 - Candidatura alla migliore sceneggiatura per Caterina va in città
- 2009 - Candidatura al miglior film per Tutta la vita davanti
- 2009 - Candidatura alla migliore sceneggiatura per Tutta la vita davanti
- 2010 - Candidatura al miglior film per La prima cosa bella
- 2010 - Candidatura al miglior regista per La prima cosa bella
- 2010 - Miglior sceneggiatura per La prima cosa bella
- 2014 - Miglior film per Il capitale umano
- 2014 - Candidatura al miglior regista per Il capitale umano
- 2014 - Miglior sceneggiatura per Il capitale umano
- 2017 - Miglior film per La pazza gioia
- 2017 - Miglior regista per La pazza gioia
- 2017 - Candidatura alla migliore sceneggiatura originale per La pazza gioia
- 2019 - Candidatura alla migliore sceneggiatura adattata per Ella & John - The Leisure Seeker

Nastro d'argento
- 1991 - Candidatura al miglior soggetto per Turné
- 1995 - Miglior regista esordiente per La bella vita
- 1995 - Candidatura alla migliore sceneggiatura per La bella vita
- 1997 - Candidatura al miglior soggetto per Ferie d'agosto
- 1997 - Candidatura alla migliore sceneggiatura per Ferie d'agosto
- 1998 -  Candidatura al miglior regista per Ovosodo
- 1998 - Candidatura al miglior soggetto per Ovosodo
- 1998 - Candidatura alla migliore sceneggiatura per Ovosodo
- 2000 - Candidatura al miglior soggetto per Baci e abbracci
- 2004 - Candidatura al miglior regista per Caterina va in città
- 2004 - Candidatura alla migliore sceneggiatura per Caterina va in città
- 2008 - Miglior regista per Tutta la vita davanti
- 2008 - Candidatura alla migliore sceneggiatura per Tutta la vita davanti
- 2010 - Miglior regista per La prima cosa bella
- 2010 - Migliore sceneggiatura per La prima cosa bella
- 2014 - Miglior regista per Il capitale umano
- 2014 - Migliore sceneggiatura per Il capitale umano
- 2016 - Miglior regista per La pazza gioia
- 2016 - Migliore sceneggiatura per La pazza gioia
- 2018 - Nastro Cinema Internazionale per Ella & John - The Leisure Seeker
- 2023 - Candidatura al miglior film per Siccità
- 2023 - Candidatura alla migliore sceneggiatura per Siccità
- 2024 - Candidatura al miglior film commedia per Un altro ferragosto

Ciak d'oro
- 1995 - migliore opera prima di La bella vita
- 1998 - migliore sceneggiatura di Ovosodo
- 2004 - migliore sceneggiatura per Caterina va in città[19]
- 2008 - miglior regia di Tutta la vita davanti[20]
- 2010 - migliore sceneggiatura per La prima cosa bella[21]
- 2014 - miglior regia di Il capitale umano[22]
- 2014 - migliore sceneggiatura per Il capitale umano[22]
- 2022 - Candidatura a miglior regista per Siccità[23][24]

Globo d'oro
- 2008 - miglior film per Tutta la vita davanti[25]
- 2014 - miglior film Il capitale umano[26]
- 2017 - miglior sceneggiatura per La pazza gioia[27]

Pegaso d'oro della Regione Toscana
- 2019 - per aver reso un servizio alla comunità nazionale ed internazionale attraverso la sua opera in campo culturale[28]